# Arthur Imperatore
Arthur Edward Imperatore Sr. (West New York, 8 de julio de 1925 - 18 de noviembre de 2020) fue un empresario estadounidense de Nueva Jersey. Era más conocido por ser el fundador y presidente de NY Waterway, un servicio de ferry. Después de servir en el Cuerpo Aéreo del Ejército de los Estados Unidos en la Segunda Guerra Mundial, Imperatore fundó, con sus hermanos, APA Transport Corp. Compró el equipo de hockey de los Colorado Rockies en 1978 y lo vendió en 1981. Ese mismo año compró un terreno frente al mar en Weehawken, Nueva Jersey con la intención de construir un desarrollo residencial. Imperatore estableció un servicio de ferry de pasajeros para apoyar este desarrollo y se convirtió en NY Waterway, que operaba con 36 ferries.

## Primeros años
Imperatore nació en West New York, Nueva Jersey el 8 de julio de 1925. Era el noveno de diez hijos de Eugene y Teresa Imperatore, una familia italoestadounidense, dueños de una tienda de comestibles. Cuando era niño, Imperatore solía viajar en los transbordadores del río Hudson para llegar al Yankee Stadium, aunque intentaba evitar pagar la tarifa. Sirvió en el Cuerpo Aéreo del Ejército Estadounidense durante la Segunda Guerra Mundial como navegante en aviones bombarderos B-24 y B-29.

## Carrera
En 1947 inició un negocio de transporte local con sus hermanos Eugene, Arnold, George y Harold utilizando un camión excedente  del Ejército de los EE. UU, Que finalmente se convirtió en APA Transport Corp, la cuarta empresa de transporte de mercancías interestatal más grande del país. La empresa creció hasta convertirse en la cuarta empresa de transporte de carga más grande de los Estados Unidos, antes de cerrar finalmente sus operaciones en 2001.
Imperatore compró el equipo de hockey sobre hielo de los Colorado Rockies al petrolero Jack Vickers, con sede en Denver, el 12 de julio de 1978, con la intención de mantener la franquicia en Denver antes de trasladarla a la costa este en la entonces nueva arena del Meadowlands Sports Complex que estaba en construcción y se esperaba estar terminado para 1980. Su imposición del eventual traspaso del equipo alienó a muchos aficionados. Antes de que pudiera completar la mudanza al norte de Nueva Jersey, Imperatore vendió los Rockies al magnate de la televisión por cable con sede en Buffalo, Peter Gilbert, en una transacción que fue aprobada por unanimidad por la Junta de Gobernadores de la NHL el 10 de febrero de 1981.
En 1981, Imperatore compró una línea de costa de 2,5 millas (4 km) de longitud  en Weehawken y West New York  del ferrocarril en quiebra Penn Central por $ 7.5 millón. El sitio consistía en patios ferroviarios abandonados y en ruinas e Imperatore planeó convertirlo en un desarrollo residencial. Sin embargo, para atraer a los residentes, necesitaba hacerla conmutada a la ciudad, que se veía obstaculizada por puentes y túneles congestionados. En 1986, Imperatore inició el servicio de ferry NY Waterway entre Weehawken y Manhattan. Había tan solo cinco pasajeros en el primer viaje y el ferry fue ridiculizado como "Arthur's Folly". Sin embargo, su popularidad creció y la empresa finalmente gestionó 36 transbordadores y 80 autobuses, que transportaban a 32.000 pasajeros al día. El servicio permitió el desarrollo de Weehawken y muchas otras áreas ribereñas.
En 1989, Imperatore abrió un restaurante de lujo, Arthur's Landing, en Weehawken a lo largo del río Hudson. Se cerró en 2009 y otro restaurante abrió en el espacio en 2013. En un momento, Imperatore planeó construir una apariencia de Venecia en la costa del río Hudson de Nueva Jersey.

## Vida personal
Imperatore era residente de Fort Lee, Nueva Jersey donde vivía en una casa que había sido construida por el gánster Albert Anastasia y que luego fue propiedad sucesivamente del desarrollador inmobiliario Del Webb y el comediante Buddy Hackett. Estaba casado con Mei-Ling Yee-Imperatore, y tenía un hijo y una hija, así como cuatro hijastros. Imperatore entró en la lista Forbes 400 de los estadounidenses más ricos en 1988, su único año en la lista. Falleció el 18 de noviembre de 2020, tras una larga enfermedad.

## Honores
La Escuela de Ciencias y Artes Arthur E. Imperatore del Instituto de Tecnología Stevens, en Hoboken, fue nombrada así en su honor. Imperatore fue incluido en el Salón de la Fama de Nueva Jersey en 2017.